# NK Dinamo Palovec
NK Dinamo je nogometni klub iz Palovca. U sezoni 2021./22. se natječe u 1. ŽNL Međimurskoj.
NK Dinamo je pobjednik kupa Međimurja 2006. i 2011. godine.
Trenutačno se natječe u 1. Međimurskoj ligi